# Hylonomus
Hylonomus is een monotypisch geslacht van uitgestorven reptielen; de enige soort Hylonomus lyelli wordt wel beschouwd als het oudst bekende reptiel. Dit dier leefde tijdens het Carboon, ongeveer 315 miljoen jaar geleden, in de moerasbossen van het huidige Noord-Amerika. Vanwege het belang van Hylonomus voor het begrijpen van de ontwikkelingsgeschiedenis van gewervelde landdieren en omdat het holotype en de enige bekende exemplaren van het geslacht in Nova Scotia werden gevonden, is de soort Hylonomus lyelli als 'provinciaal fossiel' een van de symbolen van Nova Scotia.

## Kenmerken
Hylonomus is een typische gegeneraliseerde vertegenwoordiger van de vroege Amniota: Het dier was relatief klein (de gereconstrueerde totale lengte van het lichaam, inclusief de staart, is ongeveer twintig centimeter, met een schedellengte van iets meer dan drie centimeter) en leek qua uiterlijk op een huidige hagedis.
De schedelstructuur van Hylonomus is in wezen dezelfde als die van andere vroege Amniota, in het bijzonder die van de ietwat jongere vertegenwoordiger Paleothyris uit het midden Laat-Carboon van Nova Scotia en die van andere basale eureptielen, bijvoorbeeld uit het Vroeg-Perm van Texas (Protorothyris, Protocaptorhinus): de achterzijwand van de schedel heeft geen opening (anapsidenschedel) en aan de achterkant van het dorsale (bovenste) schedeldak bevinden zich nog steeds botelementen die niet worden gevonden bij de meeste 'hogere' eureptielen (supratemporale, tabulare, postparietale). Het traanbeen strekte zich waarschijnlijk over de gehele lengte van de snuit uit tot de achterste rand van het buitenste neusgat. De elementen van het verhemelte en het voorste deel van het parasfenoïde zijn bedekt met tal van kleine tanden (denticuli), en het pterygoïde (bot van het achterste verhemelte) heeft, zoals typisch is voor vroege Amniota, een duidelijk dwarsuitsteeksel. De stapes (columella) is relatief massief en werd waarschijnlijk niet gebruikt om hoogfrequente geluiden waar te nemen. De kaken hadden elk vijfendertig tot veertig kleine puntige tanden. Twee vergrote caniniforme tanden in het maxillare op de zesde en zevende positie zijn opvallend. De bewaarde dentalia hebben ook twee vergrote tanden, maar op de vijfde en twaalfde of zesde en dertiende positie.

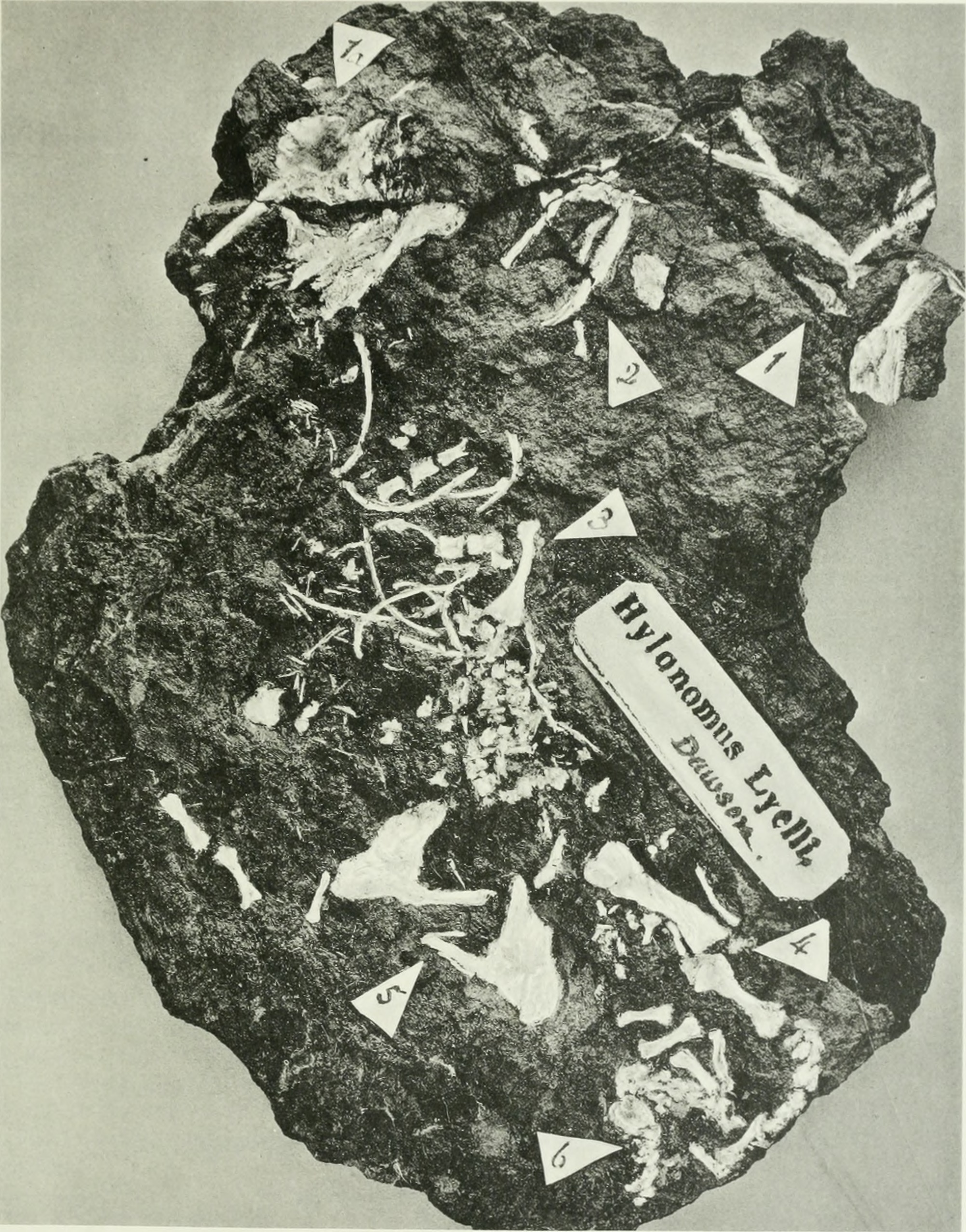
Het holotype

Het holotype van Hylonomus heeft zesentwintig romp- en halswervels (presacrale wervels), hoewel er misschien een of twee meer bij het levende dier zijn geweest. Het maximale aantal staartwervels per individu bedraagt dertig. Bij het levende dier hadden dit er maximaal vijftig kunnen zijn. De wervelanatomie komt overeen met die van een typisch vroeg lid van de Amniota met compacte wervellichamen bestaande uit grote pleurocentra en sterk gereduceerde hypocentra. Wervelbogen en wervellichamen zijn met elkaar vergroeid. In tegenstelling tot de Captorhinida zijn de wervelbogen niet verdikt ('gezwollen') en is het doornuitsteeksel over het algemeen laag. De eerste twee halswervels vormen een atlas-axiscomplex, dat typisch is voor Amniota. Sacrale wervels konden niet worden geïdentificeerd in het fossiele materiaal, maar de bekkengordel was waarschijnlijk aan de wervelkolom bevestigd met behulp van een enkele sacrale wervel.
Het bekken is in principe driestralig en vergelijkbaar gevormd als bij Paleothyris met een naar boven en achteren nauw uitgestrekt darmbeen en meer plat schaambeen en zitbeen. De enkel toont de voor Amniota kenmerkende compacte bouw met sprongbeen en hielbeen. In tegenstelling tot basale synapsiden ("Pelycosauria") maar vergelijkbaar met Captorhinida, heeft de distale voetwortel slechts één groot centrale (bij basale synapsiden zijn er twee maar dan wel kleinere distale centralia). De formule van de teenkootjes kan niet worden gereconstrueerd vanwege de disarticulatie van het materiaal, maar het is opvallend dat de uiterste kootjes langer zijn dan de voorlaatste kootjes, terwijl bij Captorhinida en andere vroege Amniota de uiterste kootjes altijd langer zijn dan de voorlaatste kootjes. De totale lengte van de voet komt ongeveer overeen met de gecombineerde lengte van het dijbeen en het onderbeen.

## Levenswijze
Hylonomus leefde, net als zijn jongere familielid Paleothyris, in een tropisch steenkoolmoerasbos. Zijn lichaamsgrootte en puntige tanden geven aan dat hij zich voedde met kleine geleedpotigen, insecten en slakken en dat hij ze waarschijnlijk actief achtervolgde. Hylonomus werd bejaagd door onder meer het vroege zoogdierreptiel Archaeothyris en de grote basale tetrapode Eryops.

## Vindplaats en taphonomie

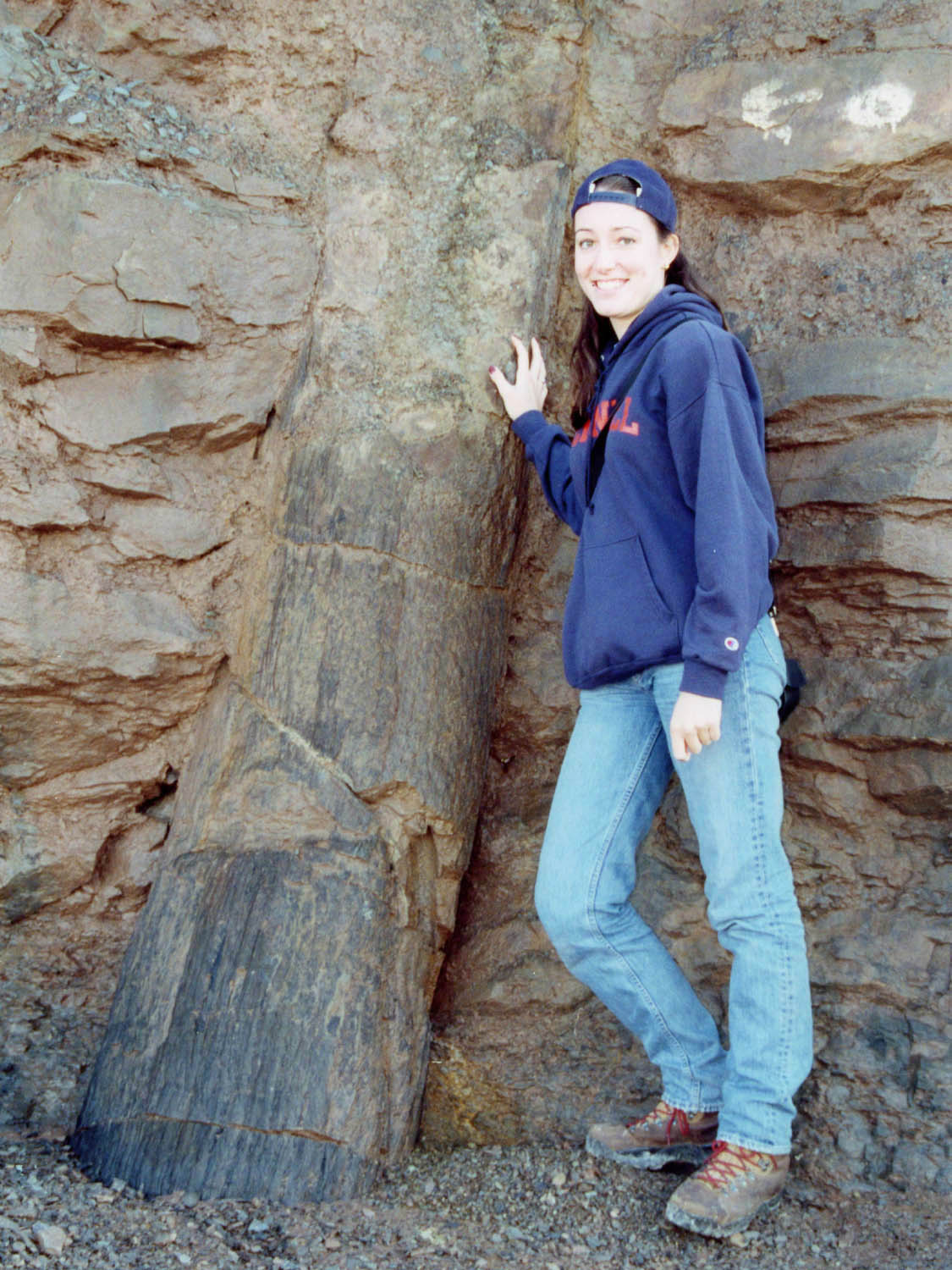
Een fossiele stronk

Tot nu toe is de enige plaats waar Hylonomus werd gevonden, de landtong van de Coal Mine Point in de wereldberoemde Fossielkliffen van Joggins in Nova Scotia in Canada. Het overeenkomstige deel van de klif bestaat uit 315 miljoen jaar oude zand-, slib- en kleistenen, inclusief onbeduidende steenkoollagen, uit het Westfalien A (Bashkirien), die zijn samengevat onder de naam Joggins-formatie. Een bijzonder kenmerk van deze plaats is het behoud van tetrapode fossielen in rechtopstaande fossiele stompen van wolfsklauwbomen (Sigillaria, Lepidodendron). Het materiaal op basis waarvan Hylonomus werd beschreven, werd ook in zo een stomp ontdekt. De meer complete Hylonomus-exemplaren zijn meestal volledig gedisarticuleerd, dat wil zeggen, ze bevinden zich niet langer in het oorspronkelijke (anatomische) verband, maar het skelet is uit elkaar gevallen en de botten zijn door elkaar gehaald. De botten zelf zijn echter relatief goed bewaard gebleven.
Deze zeer speciale en relatief zeldzame vorm van instandhouding zou als volgt kunnen zijn ontstaan: In het geval van overstroming als gevolg van de breuk van een natuurlijke rivierdijk (levee), werden in een korte periode grote hoeveelheden zand in het moerasbos gestuwd, die het enkele meters nabij de breekplaats hoog uitstrooide. De bomen konden dit niet aan en stierven. De bovenste delen van de bomen rotten en alleen de uitgestrooide onderste delen van de door zand ingesloten stammen bleven over. Deze stronken waren hol en na verloop van tijd verzamelden zich daarin bladeren en ander organisch materiaal erin en vergingen. Dit trok detritusetende geleedpotigen aan (waarschijnlijk de meest duizendpootachtige vormen en insecten). Zo kan het zijn dat individuele individuen van Hylonomus ofwel per ongeluk in de holle stronken vielen terwijl ze deze geleedpotigen achtervolgden en er niet meer uitkwamen en uiteindelijk stierven, of dat ze relatief veilig en natuurlijk in de holle stammen bewogen, deze ook als woningen gebruikt en daarin een natuurlijke dood stierven. Nadat het sediment opnieuw was ingespoeld, werden de holten in de stronken opgevuld, waardoor de voorwaarden werden gecreëerd voor de stronken en hun inhoud om te worden omgezet in fossielen.

## Etymologie
De naam Hylonomus is de gelatiniseerde versie van het Oud-Griekse ὑλονόμος, wat zoiets betekent als 'bosbewoner'. De naam verwijst naar het feit dat het typemateriaal werd geborgen aan de binnenkant van een fossiele boomstronk, die op zijn beurt deel uitmaakt van een volledig fossiel bos. Hylonomus en de soort Hylonomus lyelli werden beschreven door de Canadese paleontoloog Sir John William Dawson (1860). Het soortepitheton lyelli werd gekozen door Dawson ter ere van Sir Charles Lyell, een van de beroemdste geologen van de negentiende eeuw, met wie hij de latere vindplaats van Hylonomus in 1852 had onderzocht.

## Classificatie
Dawson (1863) classificeerde Hylonomus als enige van de tetrapode geslachten van de steenkoolhoudende lagen van Nova Scotia in zijn orde Microsauria, die hij ondergeschikt maakte aan de klasse Reptilia. Hij beschouwt Hylonomus dus als een lid van de Amniota. Hij classificeerde echter ook alle andere Nova Scotia-Carboontetrapoden bij de Reptilia, echter als vertegenwoordigers van de orde Labyrinthodontia. Noch de Microsauria, die nu zijn toegewezen aan de Lepospondyli, noch de labyrinthodontia, waarvan de meerderheid nu is toegewezen aan de Temnospondyli, zijn volgens de hedendaagse opvatting reptielen of Amniota. Het is daarom twijfelachtig dat de Reptilia in de zin van Dawson hetzelfde concept vertegenwoordigen als in latere tijden, om nog maar te zwijgen van vandaag. De term Amniota was toen ook nog niet gedefinieerd. Naast Hylonomus lyelli beschreef Dawson (1860) twee andere soorten: H. wymani (ter ere van Jeffries Wymans, die betrokken was bij de beschrijving van de eerste tetrapode fossielen in Joggins) en H. multidens.
Steen (1934) beschouwde Hylonomus in een eerste revisie van de tetrapoden uit Joggins vanwege zijn wervelanatomie als een lid van de lepospondylen. Steen beschouwde de typespecimina van H. wymani en H. multidens ook als niet-diagnostisch en dus feitelijk beide soorten als nomina dubia, een beoordeling die tot op heden nog steeds algemeen wordt aanvaard.
Carroll (1964) identificeert Hylonomus opnieuw als een reptiel vanwege de combinatie van kenmerken (craniaal en postcraniaal), maar dit keer echter als reptiel in een meer moderne zin en dus eigenlijk als een basaal lid van de Amniota. Sindsdien is Hylonomus, samen met de uit Joggins afkomstige Protoclepsydrops, de geologisch oudste amnioot. Later werd het gezien als een zogenaamd stamreptiel. Als zodanig werd het geplaatst in de Captorhinomorpha-groep, die destijds als de meest basale reptielengroep werd beschouwd en daarbinnen werd het verder in de families Protorothyrididae en Romeriidae geplaatst.
Uit recentere, op cladistiek gebaseerde verwantschapsanalysen (bijv. Müller & Reisz, 2006) groeide het beeld dat Hylonomus basaal stond, maar minder basaal dan eerder werd gedacht. Deze cladistische analysen toonden aan dat het geslacht net na de splitsing van de Amniota in verschillende hoofdlijnen leefde. Dienovereenkomstig is Hylonomus een basale vertegenwoordiger van de zogenaamde Eureptilia, een lijn die ook de Diapsida en dus alle recente reptielengroepen en vogels omvat.
Het feit dat vertegenwoordigers van 'hogere' lijnen van de sauropsiden (monofyletische Reptilia inclusief de vogels) al in het Laat-Carboon leefden, suggereert dat de scheiding van de sauropsiden en synapsiden mogelijk tot het vroegste Laat-Carboon en de oorsprong van de Amniota mogelijk tot het Vroeg-Carboon terug gaat.